# Тодор Кънчев
Тодор Зафиров Кънчев е български политик, деец на Българския земеделски народен съюз.

## Биография
Роден е на 16 април 1887 година в Пещера. Завършва основното образование в Пещера, след което учи във Военното училище в Татар Пазарджик. По време на Балканската война (1912 - 1913) е секретар на околийското управление в новоосвободения Неврокоп. Жени се за Елена, дъщеря на Илия Чанджиев. Кънчев е един от основателите на Земеделската дружба в града, както и на кооперация „Народен магазин“ и на синдикат „Места“. При управлението на БЗНС през периода 1919 - 1923 година е назначен за околийски управител на Неврокоп и предприема редица благоустройствени, просветни, здравни и икономически мерки, предимно от полза на бежанците и тютюнопроизводителите в Неврокопско. След Деветоюнския преврат в 1923 година е арестуван в Пещера. Два месеца по-късно полицията го предава на дейци на ВМРО, които на 11 август 1923 година го убиват заедно с майка му Елена на Юндола.